# Болховский краеведческий музей
Болховский краеведческий музей расположен в историческом городе Болхове Орловской области.

## История
Основан в 1918 году как Болховский уездный (районный) краеведческий музей. Его основатель — Иван Константинович Гаврилов (01.07.1878, Болхов — 20.10.1962, Ленинград), уроженец города, выпускник Петербургской Академии художеств, преподаватель рисования школы имени Карла Маркса в Болхове.
Иван Гаврилов вместе с членами «Общества друзей музея» обошли крупные помещичьи усадьбы знаменитых болховчан: Плещеева, Апухтина, Лавровой, Джакелли. За короткое время ими было собрано 650 предметов музейного значения. Также были взяты на учёт и хранение церковные ценности: иконы XVI – XVII веков, ризы, церковные сосуды, чеканки.
17 октября 1919 года под музей было освобождено церковное помещение вместе с большим домом и садом (ул. Троцкого). 19 декабря 1919 года музей был открыт для посетителей. Заведующим музеем стал И.К. Гаврилов. К 1925 году художественно-научный музей Болхова состоял из художественного, научного, исторического и  церковно-археологического отделов. Собрание музея составляло 2954 предмета. При музее работало Болховское общество краеведов. 
Довоенное собрание музея насчитывало 12 тысяч предметов. В годы Великой Отечественной войны во время оккупации Болхова коллекции музея были утрачены, а само здание бывшей богадельни, где он размещался – сожжено. В 1946 году музей был сформирован заново.
С 1962 года получил современное наименование. Являлся филиалом Орловского областного краеведческого музея.
В 1980-е годы музей ежегодно посещало более 10 тысяч человек. Экспозиция музея размещалась в 7 залах и раскрывала следующие темы: Природа края; Археологическая история края; Край в эпоху феодализма; Положение рабочих и крестьян и их выступления против угнетателей; Край в период революции 1905—1907 гг.; Установление в крае власти Советов и Гражданская война; Край в годы индустриализации, коллективизации сельского хозяйства и культурной революции; Край в годы ВОВ; Край в послевоенный период; От съезда к съезду. Постоянно действовала выставка «Продукция промышленных предприятий г. Болхова».
Фонды музея насчитывали более 6,5 тысяч предметов и состояли из коллекций: естественно-научных материалов, археологическая, нумизматическая, произведений изобразительного искусства VII—XX вв. (живопись, графика, бронзовая скульптура), произведений прикладного искусства, рукописных материалов (в том числе рукопись уроженца Болхова поэта Алексея Апухтина «Год в монастыре» и др.); вещевые, фото- и документальные материалы по истории края).

## Музей сегодня
Находится в бывшем доме купца Жжёнова, кирпичном двухэтажном особняке постройки XVIII века.
В музее выставлены 90% подлинных экспонатов начиная с XVI века. Исторический зал содержит предметы археологии, оружие и вооружение. Этнографический зал посвящён культурно-бытовой истории и природе края. В зале живописи выставлены картины XVII—XIX вв..
В конце 2019 года появилась информация о том, что музей находится на грани закрытия. На заседании на заседании областного совета народных депутатов были выдвинуты два предложения: сделать музей филиалом Орловского краеведческого музея, как и было раньше, или передать его бухгалтерию МБУ «Межпоселенческое социально-культурное объединение», что позволит сэкономить бюджет,,.